# Ferula botschantzevii
Ferula botschantzevii är en flockblommig växtart som beskrevs av Jevgenij Korovin. Ferula botschantzevii ingår i släktet stinkflokesläktet, och familjen flockblommiga växter. Inga underarter finns listade i Catalogue of Life.